# سميرة مرعي
سميرة مرعي أو سميرة مرعي فريعة (10 يناير 1963) ولدت بجرجيس من ولاية مدنين هي امرأة سياسية وطبيبة تونسية ووزيرة شؤون المرأة والأسرة والطفولة في حكومة الحبيب الصيد.

## النشأة والمسيرة
تحصلت على شهادة البكالوريا في الرياضيات والعلوم سنة 1981 بمعهد التقني بمدنين، ثم درست في كلية الطب بتونس حيث تحصلت على الدكتوراه في الطب وشهادة الاختصاص في أمراض الرئة سنة 1992. كما تحصلت على شهادة بين الجامعات في علم وظائف الأعضاء وعلم أمراض النوم في كلية الطب والصيدلة في ليون سنة 2008. وتحصلت على شهادة أستاذ مبرز في كلية الطب سنة 2003 .